# Землянчик дарвінський
Землянчик дарвінський (Geospiza septentrionalis) — вид горобцеподібних птахів родини саякових (Thraupidae).

## Поширення
Ендемік Галапагоських островів. Поширений на двох дрібних острівцях Дарвін і Вульф на крайньому північному заході архіпелагу. Цей вид має дуже обмежений ареал і дуже малий розмір популяції — не більше 1000 птахів.

## Харчування
Основою раціону птаха є насіння, безхребетні та нектар опунцій (Opuntia galapageia). Час від часу він харчується, п'ючи кров інших птахів, головним чином сули насканської і сули блакитноногої, роздзьобуючи їхню шкіру на спині. Цікаво, що жертви не чинять особливого опору цьому. Було висунуто теорію, що ця поведінка виникла у землянчика під час процесу очищення оперення сул від паразитів. Землянчики також харчуються яйцями птахів, крадучи їх відразу після того, як вони відкладені. Вони кочують їх (натискаючи ногами і використовуючи дзьоб як опору) по камінню, поки вони не розбиваються. Врешті, гуано та залишки риби після трапези хижаків додатково входять у раціон птаха.